# Sankt Stefan am Walde
Sankt Stefan am Walde község volt Ausztriában, Felső-Ausztria tartományban, a Rohrbachi járásban 2019. január 1-én egyesítették Afiesl községgel, azóta az akkor alapított Sankt Stefan-Afiesl községhez tartozik, területe 16 km² volt.

## Fekvése
Tengerszint feletti magassága 807 méter.

## Népesség
Lakosainak száma 804 fő (2018. január 1.).